# Maria de Dominici
Maria de Dominici, född 6 december 1645 i Vittoriosa, död 18 mars 1703 i Rom, var en italiensk (ursprungligen maltesisk) skulptör och målare. 
Hon var dotter till en guldsmed på Malta. Hon visade tidigt konstnärsbegåvning och fick bli tertiär i karmelitorden, vilket tillät henne att leva ett oberoende liv utanför klostret med kyrkans tillstånd. Hon var elev till Mattia Preti och tros ha medverkat till hans arbete med utsmyckningen av katedralen i Valetta. År 1682 lämnade hon Malta och kunde med rekommendationsbrev från Maltas stormästare öppna sin egen ateljé i Rom. 

## Eftermäle
Nedslagskratern Dominici på planeten Merkurius är uppkallad efter henne.